# Leland Grove
Leland Grove – miasto w Stanach Zjednoczonych, w stanie Illinois, w hrabstwie Sangamon.